# Nakatomi (Band)
Nakatomi ist eine niederländische Dance-/Happy-Hardcore-Band, die aus Wessel van Diepen (alias DJ Delmundo) und Dennis van Driesschen (alias DJ Danski) besteht und auch an dem weltweiten Erfolg der Vengaboys beteiligt war.

## Werdegang
Im Jahr 1995 bekam Nakatomi den ersten Charterfolg mit der Single Free, die bis auf den 5. Platz der niederländischen Charts stieg. Dennoch war der größte Erfolg Children of the Night, das 1996 in die Läden kam. Auch heute noch ist die Single auf vielen Happy-Hardcore-Klassiker-Tonträgern zu finden. Ein halbes Jahr später kam der letzte kommerzielle Erfolg Sing in die niederländischen Verkaufscharts.

## Diskografie

### Alben
- Live at the Gabbatoire (1996)

### Singles
- Free (1995)
- Children of the Night (1996)
- Sing (1996)